# Ján Figeľ
Ján Figeľ (Čaklov, 20 gennaio 1960) è un politico slovacco.
È stato commissario europeo ed attualmente è ministro e leader del Movimento Cristiano-Democratico.

## Formazione e carriera professionale
Figeľ ha studiato elettronica all'Università Tecnica di Košice. Dopo la laurea, dal 1983 al 1992 ha lavorato come ricercatore a Prešov.

## Carriera politica
Nel 1990 Figeľ aderì al Movimento Cristiano-Democratico, un partito cristiano democratico moderato.
Nel 1992 venne eletto al Consiglio nazionale della Slovacchia e divenne membro della commissione parlamentare per gli affari esteri. Nel 1993 venne anche designato come uno dei membri della delegazione slovacca presso il Consiglio d'Europa.
Dopo le elezioni politiche del 1998 Figeľ lasciò il suo incarico parlamentare per entrare nel nuovo governo guidato da Mikuláš Dzurinda come segretario di stato al ministero degli esteri. Rivestendo tale ruolo seguì da vicino i negoziati con l'Unione europea per l'ingresso della Slovacchia nella UE. Figeľ rappresentò il governo slovacco nella Convenzione europea che elaborò la Costituzione europea. Nel 2002 Figeľ tornò a far parte del Consiglio nazionale, di cui presiedette la commissione per gli affari esteri.
Nel 2004 Figeľ venne indicato come membro della Commissione europea. Per alcuni mesi fece parte della Commissione Prodi, affiancando prima Erkki Liikanen e poi Olli Rehn come commissario per le imprese e la società dell'informazione. Nella Commissione Barroso I Figeľ è stato invece commissario per l'istruzione, la formazione, la cultura e la gioventù. La delega di Figeľ venne leggermente modificata dopo l'ingresso della Romania nell'Unione europea, quando la delega al multilinguismo precedentemente assegnatagli venne trasferita al nuovo commissario rumeno Leonard Orban.
Il 21 settembre 2009 Figeľ annunciò le sue dimissioni dalla Commissione europea, in seguito alla sua elezione come leader del Movimento Cristiano-Democratico.
Dopo la vittoria elettorale della sua coalizione nelle elezioni politiche del giugno 2010, dal luglio 2010 Figeľ è vice primo ministro e ministro dei trasporti, delle poste e delle telecomunicazioni nel governo guidato da Iveta Radičová.
Nel 2016 la Commissione Europea lo nomina inviato speciale per la promozione della libertà di religione o di credo al di fuori dell'UE.

## Vita privata
Figeľ è sposato e ha quattro figli.